# 伯尼·莫雷诺
伯尼·莫雷诺（英語：Bernie Moreno，1967年2月14日—）是美国政治人物及商人，俄亥俄州当选联邦参议员。作为共和党候选人，他在2024年选举中击败了民主党现任参议员谢罗德·布朗。他将于2025年1月3日上任，与亚利桑那州的鲁本·加列戈同时成为首批进入国会的哥伦比亚裔联邦参议员。
莫雷诺出生于哥伦比亚，后来他随全家移民到美国并在佛罗里达州长大。他毕业于密歇根大学，之后开始从事商业相关的工作。他于2005年搬到俄亥俄州，在克利夫兰大都市区经营了几家汽车经销商，之后在2010年代末期开始涉足区块链公司。他首次竞选公职是在2022年，当时他参加联邦参议员选举，但在共和党初选前退选。

## 早年生活、家庭及教育
莫雷诺于1967年2月14日出生在哥伦比亚波哥大。他的父亲贝尔纳多·莫雷诺·梅希亚是一名医生，曾在哥伦比亚政府担任高层职务。莫雷诺五岁时随家人移居到佛罗里达州劳德代尔堡并在那里长大。他的父亲在移民美国后担任外科助理，母亲则担任房地产经纪人。莫雷诺在18岁时成为美国公民。
莫雷诺就读于密歇根大学，并获得了工商管理学士学位。在他参加的克利夫兰基金会董事会成员简介中曾写着他有工商管理硕士学位这一错误信息。在这一错误曝光后，他的参议院竞选团队将此归咎于“工作人员的失误”。

## 早年职业生涯
大学毕业后，莫雷诺在通用汽车公司工作。他在26岁时迁往马萨诸塞州担任赫布·钱伯斯公司的总经理，该公司是通用汽车旗下土星汽车品牌的经销商。
莫雷于2005年诺迁往俄亥俄州，并在克利夫兰附近的北奥尔姆斯特德购买了一家梅赛德斯-奔驰经销商。莫雷诺还曾担任汽车经销公司集合汽车集团的总裁。到2016年，他拥有超过十家经销商，主要分布在俄亥俄州。他从2019年起开始出售部分经销公司，以专注于经营自己新的区块链科技公司Ownum。
2018年，莫雷诺在克里夫兰州立大学成立了卓越销售中心。2019年，莫雷诺获选《克利夫兰杂志》所评选的克利夫兰商业名人堂。
莫雷诺于2019年10月被任命为大都会医疗系统的董事会成员。
在开始联邦参议院竞选之前，莫雷诺于2023年平息了十多起无薪加班诉讼，他被判支付超过40万美元的赔偿金给两名前员工。由于涉嫌销毁可能与案件相关的文件，他还被州法官训斥。
根据2024年3月的一份报告显示，莫雷诺还曾面临两起指控其性别和年龄歧视的诉讼。对此莫雷诺的竞选团队回应称，起诉他的两名员工都支持他的参议院竞选活动。

## 联邦参议院

### 2022年选举
2021年4月，莫雷诺竞选共和党提名，以求取代即将退休的联邦参议员罗伯·波特曼。2022年2月3日，莫雷诺在与唐纳德·特朗普会面后退出了竞选。

### 2024年选举

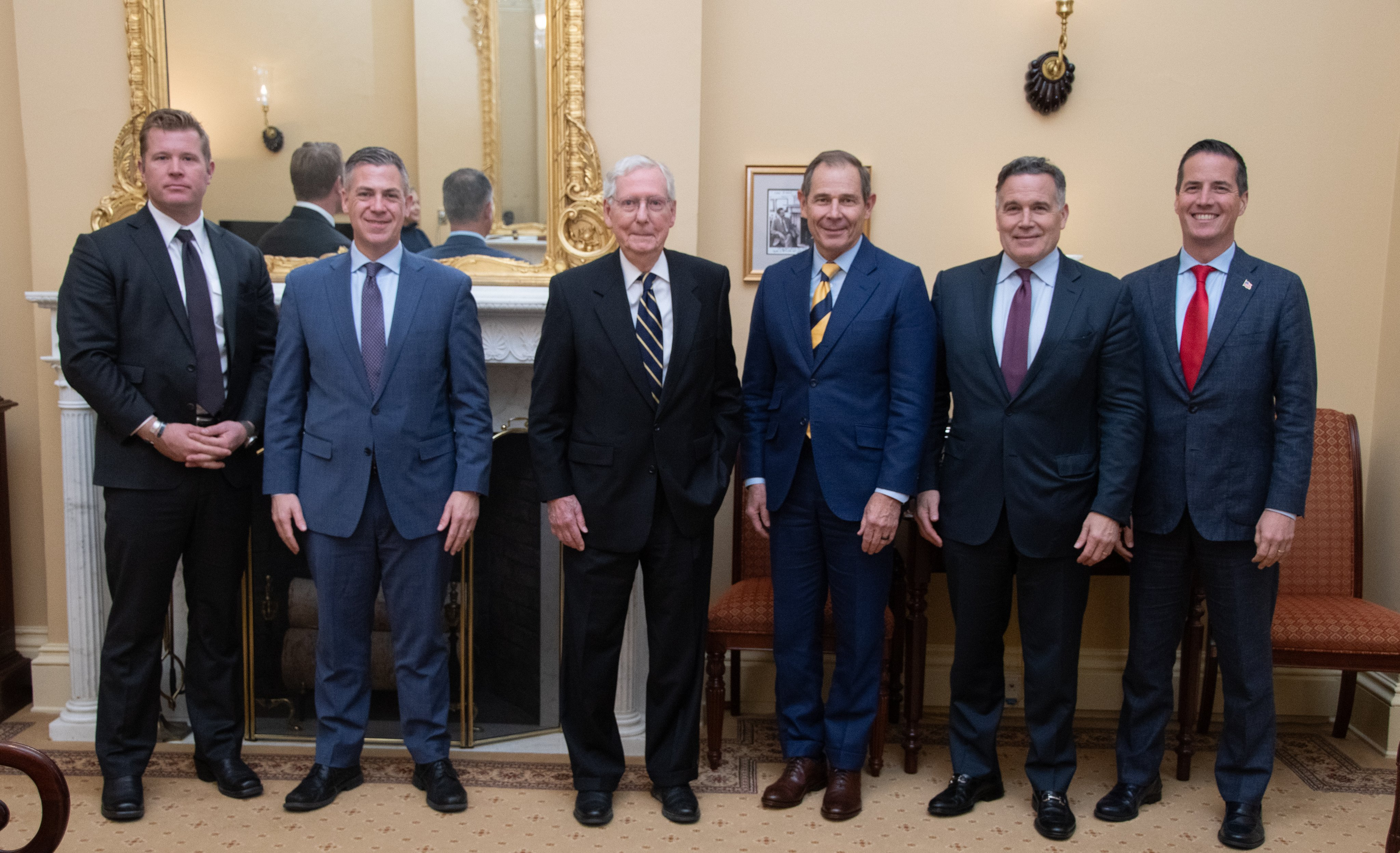
莫雷诺与其他即将上任的共和党参议员于2024年11月会见米奇·麦康奈尔

2023年4月10日，莫雷诺提交了文件，宣布参选2024年俄亥俄州联邦参议院席位。2023年12月，唐纳德·特朗普公开背书莫雷诺。2024年3月19日，莫雷诺击败了马特·多兰和弗兰克·拉罗斯赢得了共和党初选。
在2024年3月共和党初选前夕，美联社报道发现，成人网站Adult FriendFinder上的一个账户是由能访问莫雷诺电子邮件的人创建的，该账户发布了招募“男性进行一对一性行为”的信息。除了工作邮箱外，该个人资料还列出了莫雷诺的正确出生日期，而地理定位数据显示该账户是在位于劳德代尔堡的一个地方创建的，房产记录显示莫雷诺的父母当时在该区域拥有一处房产。在莫雷诺的律师提供给美联社的声明中，一名前实习生表示是他写了这篇帖子，并称其为“未遂的恶作剧”。

## 政治立场

### 堕胎
莫雷诺反对堕胎，在2022年的一次采访中，他形容自己为“绝对的反堕胎支持者，绝不例外。”2023年莫雷诺的竞选团队透露，他个人捐赠了10万美元给“保护妇女俄亥俄基金”，这是反对俄亥俄州2023年堕胎权公投的基金。在2024年3月的共和党初选辩论中，他表示支持在强奸、乱伦以及女性生命处于危险时的堕胎例外情况。在该次辩论中，他还表达了对避孕权的支持。然而莫雷诺后来表示反对《避孕权法案》，并表示如果该法案在美国参议院投票，他会与其他共和党参议员一起投票反对该法案。莫雷诺的发言人表示，莫雷诺“支持女性全面获取避孕药具，但不支持该法案中的极左派把戏。”他支持联邦层面的15周堕胎禁令。

### LGBT权益
在参选参议院之前，莫雷诺曾表达过对LGBT群体的支持，他的公司曾赞助克利夫兰和阿克伦举办2014年同性恋运动会。在2016年的一次采访中，莫雷诺称电视节目《摩登家庭》改变了人们对同性婚姻的看法，并提到他的长子是同性恋。不过在2024年的参议院竞选中，他指责LGBT权利支持者“推动一种激进的洗脑议程”。

### 能源
莫雷诺表示，能源是优先事项，他表示支持煤炭和石油的使用以及天然气的开采，同时还支持建设更多的核电厂。

### 移民
在移民议题上，莫雷诺表达了对修筑南方边境墙、部署军事人员以及将墨西哥贩毒集团定为外国恐怖组织的支持。莫雷诺还多次呼吁终止出生公民权。2016年，他曾表示支持为无证移民提供入籍途径，称“我们需要帮助他们走出阴影”，但他现在则支持驱逐这些无证移民。

### 对外政策
莫雷诺呼吁结束美国对乌克兰在俄乌战争中的支持。他表达了对以色列的支持，并表示以色列需要“消灭哈马斯，就像我们消灭ISIS一样消灭它”。在2023年哈马斯主导的袭击以色列事件后，莫雷诺认为以色列不需要美国提供额外的资金支持。

### 唐纳德·特朗普
莫雷诺在2016年称特朗普为“侵入共和党的疯子”，并表示他无法支持由“那个疯子”领导的共和党。他在推特上声称他在2016年总统选举投票时在选票上写了馬可·魯比奧的名字。在2019年的一次电台采访中，莫雷诺表示“在任何情况下，我都不会支持特朗普。”不过到了2024年，莫雷诺成为了特朗普的支持者，并获得了特朗普同年对他竞选参议院的背书，他对此表示感到荣幸。

### 其它政治立场
莫雷诺在2020年总统选举后曾批评那些否认选举结果的人，不过他在2021年又声称选举“被窃取了”。
莫雷诺此前曾表示支持对枪支拥有者进行背景检查，并在2019年的一次采访中问道：“你需要什么样的枪，才能装下100颗子弹？”当被问及这些言论时，他竞选团队的发言人在2024年表示，这“毫无疑问”不再是他当前的立场。
2023年，莫雷诺表示应该向那些曾为解放奴隶而参战的内战士兵的后代支付赔偿。

## 个人生活
莫雷诺和他的妻子布里奇特住在俄亥俄州韦斯特莱克，他们共有四个成年子女。他的女儿艾米丽嫁给了国会议员马克斯·米勒。2024年8月，米勒提出了离婚申请。
他的兄长路易斯·阿尔韦托·莫雷诺曾任哥伦比亚驻美国大使，目前是世界经济论坛董事会成员。